# 지방자치법 시행 60주년 기념주화

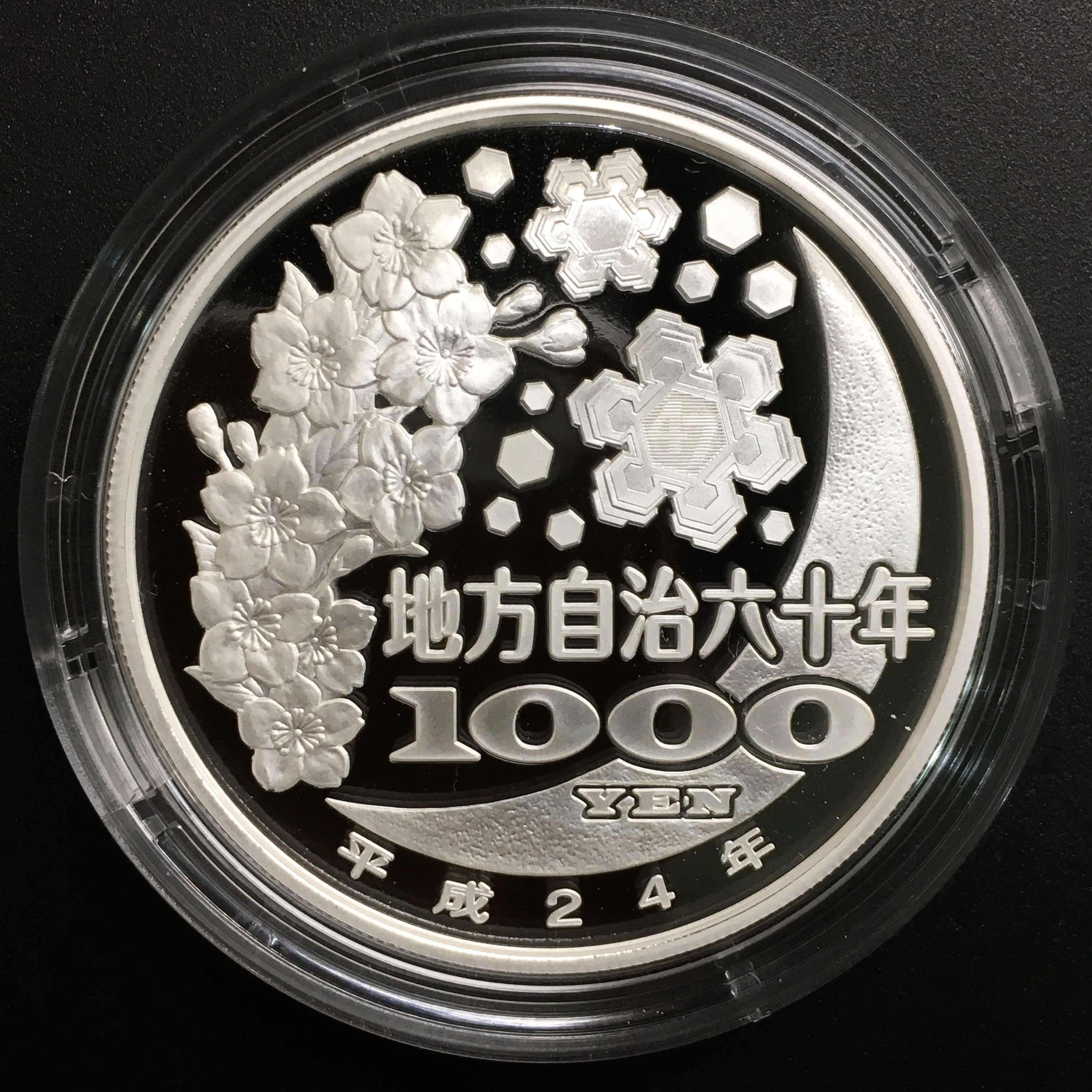
1,000엔 은화의 공통 뒷면 디자인

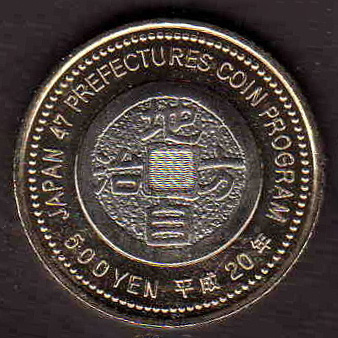
500엔 프루프화의 공통 뒷면 디자인

지방자치법 시행 60주년 기념주화(일본어: 地方自治法施行60周年記念貨幣)는 2008년부터 2016년까지 《일본 지방자치법》 시행 60주년을 기념하기 위하여 발행된 일본의 기념주화이다.

## 개요
일본 조폐국은 2008년부터 2016년까지 《지방자치법》 시행 60주년을 기념하기 위하여 일본을 구성하는 47개의 도도부현을 소재로 한 500엔 바이메탈화, 1,000엔 채색 은화를 순차적으로 발행하는 계획을 발표했다. 이들 기념주화는 1999년부터 2008년까지 미국을 구성하는 50개의 주를 소재로 하여 발행한 미국의 50주 쿼터 주화와 비슷한 성격을 가진 주화이기도 하다. 2008년에 발행된 주화의 경우에는 홋카이도는 G8 정상회의 개최, 교토부는 《겐지 이야기》(源氏物語) 1,000주년, 시마네현은 이와미 은광의 유네스코 세계유산 등록을 소재로 하고 있다.
500엔 바이메탈화는 1유로 주화와 같은 2색 3층 구조를 띠고 있다. 구리를 백동으로 만든 샌드위치 모양으로 끼워 넣은 원판에 끼워 넣은 다음에 니켈 황동으로 만든 고리 안에 끼워 넣은 주화인데 구리는 백동 원판에 끼워 넣었기 때문에 겉으로는 보이지 않는다. 이러한 바이메탈화는 일본에서 처음 발행된 주화인데 프랑스와 이탈리아의 기술을 토대로 한 독자적인 방법에 따라 제작되었다. 또한 500엔 바이메탈화는 일반 주화 이외에 프루프화도 발행되었다.
1,000엔 은화는 일본을 구성하는 47개의 도도부현을 소재로 한 디자인을 제작한 다음에 무광 프루프로 마무리하고 채색한 컬러 코인을 띠고 있다. 또한 액면가 이상의 가격에 배포되는 프리미엄형 화폐로서 일본 조폐국에 사전 신청을 한 희망자 중에서 추첨을 통해 구입자를 결정해서 대금과 상환하는 형식으로 발송하는 방법(판매 가격에는 발송 비용 및 소비세도 포함됨)을 취했는데 디자인 소재로 채택된 도도부현 주민에게는 다른 지역보다 2배 정도 높은 확률로 당첨될 수 있었다.
500엔 바이메탈화는 금융기관에서 액면가로 교환되었다. 이와는 별도로 500엔 바이메탈 프루프화는 1,000엔 은화와 마찬가지로 발매 가격이 액면을 웃돌고 있고 일본 조폐국의 사전 신청을 통해 추첨을 통해 구입자가 결정되었다. 일반 화폐도 일본 조폐국에서 발매되었지만 배송비나 케이스 비용 등에서 액면의 2배 정도의 가격에 발매되었다. 또한 액면가로 교환하는 500엔 바이메탈화와 마찬가지로 교환 매수가 다른 도도부현보다 많이 할당되어 있다.
일본우정도 이들 기념주화 시리즈와의 공동 기획으로 각 도도부현을 소재로 한 80엔 기념우표 5종류를 담은 소형 시트를 발행했다. 이들 소형 시트의 디자인 가운데 1종류는 기념주화와 소재가 같고 도안도 거의 같다. 다른 4종류는 해당 도도부현의 관광지 등이 디자인되어 있다. 이들 기념우표를 케이스에 넣은 기념주화와 함께 특제 케이스에 넣은 민트 세트가 일본 조폐국에서 판매되었고 케이스에 화폐가 담긴 단체 A세트, A세트+기념우표 특제 케이스 B세트, A세트+기념우표가 없는 특제 케이스 C세트 등 3종류가 500엔 바이메탈화와 1,000엔 은화가 각각 발매되었다.

## 위변조 방지 요소
- 1,000엔 은화: 화폐 테두리에 빗금 톱니무늬가 새겨져 있는 화폐 모양의 압인과 동시에 화폐 테두리 주변에 빗금 톱니무늬를 새겨넣은 기술은 일본 조폐국이 독자적으로 개발한 기술로서 일본, 미국, 영국에서 특허를 획득했다. 화폐 뒷면에는 주화를 아래쪽으로 기울이면 큰 눈의 결정 부분에 지방자치법 시행 60주년을 의미하는 아라비아 숫자 "60"이 나타나고 주화를 위쪽으로 기울이면 일본을 구성하는 47개의 도도부현을 의미하는 아라비아 숫자 "47"이 나타나는 잠상이 있다. 그 외에 위변조 방지를 위하여 미세한 점 무늬가 새겨져 있다.
- 500엔 바이컬러화: 서로 다른 종류의 금속판을 샌드위치 모양으로 끼워 넣는 클래드 기술로 만든 원판을 다른 금속으로 만든 고리 안에 끼워 넣는 바이컬러 기술을 접목했다. 화폐 뒷면의 가운데 부분에는 1,000엔 은화와 같은 잠상이 있고 위변조 방지를 위하여 미세한 점 무늬와 미세한 줄 무늬가 새겨져 있다. 화폐의 테두리에는 대각선 톱니무늬의 일부를 서로 다른 톱니무늬와 함께 새긴 이형 대각선 톱니무늬가 새겨져 있는데 이 기술 또한 일본 조폐국이 자체 개발한 기술이다.

## 목록

### 발행 시기
지방자치법 시행 60주년 기념주화의 발행 시기는 다음과 같이 결정되었다.
| 발행 연도 | 발행 시기 | 도도부현                                       |
| --------- | --------- | ---------------------------------------------- |
| 2008년    |           | 홋카이도, 교토부, 시마네현                     |
| 2009년    | 상반기    | 니가타현, 나가노현                             |
| 2009년    | 하반기    | 이바라키현, 나라현                             |
| 2010년    | 상반기    | 후쿠이현, 기후현, 고치현                       |
| 2010년    | 하반기    | 아오모리현, 아이치현, 사가현                   |
| 2011년    | 상반기    | 도야마현, 돗토리현, 구마모토현                 |
| 2011년    | 하반기    | 이와테현, 아키타현, 시가현                     |
| 2012년    | 상반기    | 가나가와현, 미야자키현, 오키나와현             |
| 2012년    | 하반기    | 도치기현, 효고현, 오이타현                     |
| 2013년    | 상반기    | 미야기현, 군마현, 히로시마현                   |
| 2013년    | 하반기    | 야마나시현, 시즈오카현, 오카야마현, 가고시마현 |
| 2014년    | 상반기    | 야마가타현, 미에현, 에히메현                   |
| 2014년    | 하반기    | 사이타마현, 이시카와현, 가가와현               |
| 2015년    | 상반기    | 야마구치현, 도쿠시마현, 후쿠오카현             |
| 2015년    | 하반기    | 지바현, 오사카부, 와카야마현, 나가사키현       |
| 2016년    |           | 후쿠시마현, 도쿄도                             |

### 유형
출처: 일본 조폐국
| 종류                    | 소재                             | 무게  | 지름   |
| ----------------------- | -------------------------------- | ----- | ------ |
| 500엔 바이메탈화        | 구리 75%, 아연 12.5%, 니켈 12.5% | 7.1g  | 26.5mm |
| 500엔 바이메탈 프루프화 | 구리 75%, 아연 12.5%, 니켈 12.5% | 7.1g  | 26.5mm |
| 1,000엔 은화            | 은 100%                          | 31.1g | 40.0mm |

### 기념주화 목록

#### 공통 뒷면 디자인
출처: 일본 조폐국
| 종류             | 디자인 |
| ---------------- | --- |
| 500엔 바이메탈화 | "지방 자치"(地方 自治)가 새겨진 일본의 고대 동전 이미지 (2008년이 일본의 대표적인 고대 화폐인 와도카이친 발행 1,300주년이라는 사실을 기념하기 위함)      |
| 1,000엔 은화     | 일본의 사계절에서 볼 수 있는 대표적인 자연 경관인 눈, 달, 꽃이 순환하는 이미지 (지방자치단체의 행정, 경제, 문화 등의 선순환을 통한 건전한 발전을 의미함) |

#### 도도부현별 앞면 디자인
출처: 일본 조폐국
| 도도부현   | 액면    | 유형                           | 발행일           | 발행 개수   | 디자인                                                        | 출처   |
| ---------- | ------- | ------------------------------ | ---------------- | ----------- | ------------------------------------------------------------- | ------ |
| 홋카이도   | 1,000엔 | 은화 (컬러 코인)               | 2008년 7월       | 100,000개   | 도야호와 두루미                                               | [ 12 ] |
| 홋카이도   | 500엔   | 바이메탈화 (바이컬러 클래드화) | 2008년 12월 10일 | 2,100,000개 | 도야호와 홋카이도청 구 본청사                                 | [ 12 ] |
| 교토부     | 1,000엔 | 은화 (컬러 코인)               | 2008년 10월      | 100,000개   | 《겐지 이야기 에마키》 겨우살이 3편의 일부분                  | [ 13 ] |
| 교토부     | 500엔   | 바이메탈화 (바이컬러 클래드화) | 2008년 12월 10일 | 2,050,000개 | 《겐지 이야기 에마키》 겨우살이 2편의 일부분                  | [ 13 ] |
| 시마네현   | 1,000엔 | 은화 (컬러 코인)               | 2008년 12월      | 100,000개   | 오토리오사메 조긴과 모란                                      | [ 14 ] |
| 시마네현   | 500엔   | 바이메탈화 (바이컬러 클래드화) | 2008년 12월 10일 | 1,970,000개 | 동탁과 무늬, 회화                                             | [ 14 ] |
| 니가타현   | 1,000엔 | 은화 (컬러 코인)               | 2009년 7월       | 100,000개   | 따오기와 사도가섬                                             | [ 15 ] |
| 니가타현   | 500엔   | 바이메탈화 (바이컬러 클래드화) | 2009년 7월 15일  | 1,840,000개 | 따오기와 계단식 논                                            | [ 15 ] |
| 나가노현   | 1,000엔 | 은화 (컬러 코인)               | 2009년 5월       | 100,000개   | 가미코치                                                      | [ 16 ] |
| 나가노현   | 500엔   | 바이메탈화 (바이컬러 클래드화) | 2009년 7월 15일  | 1,830,000개 | 젠코지와 소                                                   | [ 16 ] |
| 이바라키현 | 1,000엔 | 은화 (컬러 코인)               | 2009년 10월      | 100,000개   | H-II 로켓과 쓰쿠바산                                          | [ 17 ] |
| 이바라키현 | 500엔   | 바이메탈화 (바이컬러 클래드화) | 2010년 1월 20일  | 1,870,000개 | 가이라쿠엔과 매화                                             | [ 17 ] |
| 나라현     | 1,000엔 | 은화 (컬러 코인)               | 2009년 12월      | 100,000개   | 헤이조쿄 다이고쿠덴 정전, 벚꽃, 게마리                        | [ 18 ] |
| 나라현     | 500엔   | 바이메탈화 (바이컬러 클래드화) | 2010년 1월 20일  | 1,800,000개 | 견당사 선박                                                   | [ 18 ] |
| 후쿠이현   | 1,000엔 | 은화 (컬러 코인)               | 2010년 6월       | 100,000개   | 후쿠이랍토르와 도진보                                         | [ 19 ] |
| 후쿠이현   | 500엔   | 바이메탈화 (바이컬러 클래드화) | 2010년 7월 21일  | 1,830,000개 | 후쿠이사우루스                                                | [ 19 ] |
| 기후현     | 1,000엔 | 은화 (컬러 코인)               | 2010년 4월       | 100,000개   | 나가라강의 가마우지 낚시                                      | [ 20 ] |
| 기후현     | 500엔   | 바이메탈화 (바이컬러 클래드화) | 2010년 7월 21일  | 1,860,000개 | 시라카와고와 자운영                                           | [ 20 ] |
| 고치현     | 1,000엔 | 은화 (컬러 코인)               | 2010년 3월       | 100,000개   | 사카모토 료마와 가쓰라하마                                    | [ 21 ] |
| 고치현     | 500엔   | 바이메탈화 (바이컬러 클래드화) | 2010년 7월 21일  | 1,960,000개 | 사카모토 료마                                                 | [ 21 ] |
| 아오모리현 | 1,000엔 | 은화 (컬러 코인)               | 2010년 10월      | 100,000개   | 아오모리 네부타 축제, 히로사키네푸타, 사과                    | [ 22 ] |
| 아오모리현 | 500엔   | 바이메탈화 (바이컬러 클래드화) | 2011년 1월 19일  | 1,900,000개 | 산나이마루야마 유적과 토우                                    | [ 22 ] |
| 아이치현   | 1,000엔 | 은화 (컬러 코인)               | 2010년 8월       | 100,000개   | 긴샤치, 제비붓꽃, 아쓰미반도                                  | [ 23 ] |
| 아이치현   | 500엔   | 바이메탈화 (바이컬러 클래드화) | 2011년 1월 19일  | 1,950,000개 | 아이치현 청사와 제비붓꽃                                      | [ 23 ] |
| 사가현     | 1,000엔 | 은화 (컬러 코인)               | 2010년 11월      | 100,000개   | 오쿠마 시게노부와 이마리 아리타야키                           | [ 24 ] |
| 사가현     | 500엔   | 바이메탈화 (바이컬러 클래드화) | 2011년 1월 19일  | 1,910,000개 | 오쿠마 시게노부와 사가니시키                                  | [ 24 ] |
| 도야마현   | 1,000엔 | 은화 (컬러 코인)               | 2011년 5월       | 100,000개   | 바다 너머 보이는 다테야마봉                                   | [ 25 ] |
| 도야마현   | 500엔   | 바이메탈화 (바이컬러 클래드화) | 2011년 7월 20일  | 1,800,000개 | 오와라카제노본                                                | [ 25 ] |
| 돗토리현   | 1,000엔 | 은화 (컬러 코인)               | 2011년 6월       | 100,000개   | 돗토리 사구와 산인 해안                                       | [ 26 ] |
| 돗토리현   | 500엔   | 바이메탈화 (바이컬러 클래드화) | 2011년 7월 20일  | 1,770,000개 | 미토쿠산 산부쓰지 나게이레도                                  | [ 26 ] |
| 구마모토현 | 1,000엔 | 은화 (컬러 코인)               | 2011년 7월       | 100,000개   | 아소산                                                        | [ 27 ] |
| 구마모토현 | 500엔   | 바이메탈화 (바이컬러 클래드화) | 2011년 7월 20일  | 1,870,000개 | 구마모토성                                                    | [ 27 ] |
| 이와테현   | 1,000엔 | 은화 (컬러 코인)               | 2011년 10월      | 100,000개   | 주손지곤지키도, 주손지의 연꽃, 모쓰지 조우도시키테이엔        | [ 28 ] |
| 이와테현   | 1,000엔 | 은화 (컬러 코인)               | 2012년 8월       | 10,000개    | 주손지곤지키도, 주손지의 연꽃, 모쓰지 조우도시키테이엔        | [ 28 ] |
| 이와테현   | 500엔   | 바이메탈화 (바이컬러 클래드화) | 2012년 1월 18일  | 1,790,000개 | 주손지곤지키도 복당과 모쓰지 유상곡수                         | [ 29 ] |
| 아키타현   | 1,000엔 | 은화 (컬러 코인)               | 2011년 11월      | 100,000개   | 시라세 노부와 나마하게                                        | [ 30 ] |
| 아키타현   | 500엔   | 바이메탈화 (바이컬러 클래드화) | 2012년 1월 18일  | 1,740,000개 | 시라세 노부와 아키타 간토 축제                                | [ 30 ] |
| 사가현     | 1,000엔 | 은화 (컬러 코인)               | 2011년 8월       | 100,000개   | 비와호, 논병아리, 만게쓰지우키미도                            | [ 31 ] |
| 사가현     | 500엔   | 바이메탈화 (바이컬러 클래드화) | 2012년 1월 18일  | 1,770,000개 | 비와호대형메기와 니고로부나                                   | [ 31 ] |
| 가나가와현 | 1,000엔 | 은화 (컬러 코인)               | 2012년 5월       | 100,000개   | 쓰루가오카하치만구와 야부사메                                 | [ 32 ] |
| 가나가와현 | 500엔   | 바이메탈화 (바이컬러 클래드화) | 2012년 7월 18일  | 1,890,000개 | 고토쿠인                                                      | [ 32 ] |
| 미야자키현 | 1,000엔 | 은화 (컬러 코인)               | 2012년 6월       | 100,000개   | 미야자키현 청사와 다카치호노요카구라                          | [ 33 ] |
| 미야자키현 | 500엔   | 바이메탈화 (바이컬러 클래드화) | 2012년 7월 18일  | 1,740,000개 | 미야자키현 청사                                               | [ 33 ] |
| 오키나와현 | 1,000엔 | 은화 (컬러 코인)               | 2012년 3월       | 100,000개   | 슈리성과 구미오도리                                           | [ 34 ] |
| 오키나와현 | 500엔   | 바이메탈화 (바이컬러 클래드화) | 2012년 7월 18일  | 1,760,000개 | 나하오오쓰나히키와 에이사                                     | [ 34 ] |
| 도치기현   | 1,000엔 | 은화 (컬러 코인)               | 2012년 8월       | 100,000개   | 닛코 동조궁 양명문                                            | [ 35 ] |
| 도치기현   | 500엔   | 바이메탈화 (바이컬러 클래드화) | 2013년 1월 16일  | 1,800,000개 | 네무리네코와 참새                                             | [ 35 ] |
| 효고현     | 1,000엔 | 은화 (컬러 코인)               | 2012년 11월      | 100,000개   | 황새와 히메지성                                               | [ 36 ] |
| 효고현     | 500엔   | 바이메탈화 (바이컬러 클래드화) | 2013년 1월 16일  | 1,800,000개 | 황새                                                          | [ 36 ] |
| 오이타현   | 1,000엔 | 은화 (컬러 코인)               | 2012년 9월       | 100,000개   | 우사 신궁과 후타바야마 사다지                                 | [ 37 ] |
| 오이타현   | 500엔   | 바이메탈화 (바이컬러 클래드화) | 2013년 1월 16일  | 1,790,000개 | 우스키마 마애불                                               | [ 37 ] |
| 미야기현   | 1,000엔 | 은화 (컬러 코인)               | 2013년 3월       | 100,000개   | 다테 마사무네와 산후안바우티스타호                            | [ 38 ] |
| 미야기현   | 500엔   | 바이메탈화 (바이컬러 클래드화) | 2013년 7월 17일  | 1,700,000개 | 센다이타나바타                                                | [ 38 ] |
| 군마현     | 1,000엔 | 은화 (컬러 코인)               | 2013년 6월       | 100,000개   | 도미오카 제사장 히가시마유 창고와 공장 노동 여성              | [ 39 ] |
| 군마현     | 500엔   | 바이메탈화 (바이컬러 클래드화) | 2013년 7월 17일  | 1,720,000개 | 도미오카 제사장 히가시마유 창고 쐐기돌과 공장 노동 여성       | [ 39 ] |
| 히로시마현 | 1,000엔 | 은화 (컬러 코인)               | 2013년 5월       | 100,000개   | 이쓰쿠시마 신사, 무악, 단풍나무                               | [ 40 ] |
| 히로시마현 | 500엔   | 바이메탈화 (바이컬러 클래드화) | 2013년 7월 17일  | 1,760,000개 | 원폭 돔과 원폭 사망자 위령비                                  | [ 40 ] |
| 야마나시현 | 1,000엔 | 은화 (컬러 코인)               | 2013년 10월      | 100,000개   | 후지산, 리니어 실험선, 포도                                   | [ 41 ] |
| 야마나시현 | 500엔   | 바이메탈화 (바이컬러 클래드화) | 2014년 1월 15일  | 1,670,000개 | 후지산과 포도                                                 | [ 41 ] |
| 시즈오카현 | 1,000엔 | 은화 (컬러 코인)               | 2013년 9월       | 100,000개   | 후지산                                                        | [ 42 ] |
| 시즈오카현 | 500엔   | 바이메탈화 (바이컬러 클래드화) | 2014년 1월 15일  | 1,700,000개 | 후지산과 다원                                                 | [ 42 ] |
| 오카야마현 | 1,000엔 | 은화 (컬러 코인)               | 2013년 8월       | 100,000개   | 고라쿠엔과 모모타로                                           | [ 43 ] |
| 오카야마현 | 500엔   | 바이메탈화 (바이컬러 클래드화) | 2014년 1월 15일  | 1,660,000개 | 고라쿠엔                                                      | [ 43 ] |
| 가고시마현 | 1,000엔 | 은화 (컬러 코인)               | 2013년 11월      | 100,000개   | 조몬 삼나무, 나가타다케산, 석남화                             | [ 44 ] |
| 가고시마현 | 500엔   | 바이메탈화 (바이컬러 클래드화) | 2014년 1월 15일  | 1,660,000개 | 사쿠라지마섬                                                  | [ 44 ] |
| 야마가타현 | 1,000엔 | 은화 (컬러 코인)               | 2014년 4월 상순  | 100,000개   | 모가미강과 버찌                                               | [ 45 ] |
| 야마가타현 | 500엔   | 바이메탈화 (바이컬러 클래드화) | 2014년 7월 16일  | 1,660,000개 | 조몬의 여신                                                   | [ 45 ] |
| 미에현     | 1,000엔 | 은화 (컬러 코인)               | 2014년 4월 하순  | 100,000개   | 이스즈강, 이세 신궁, 우지 교                                  | [ 46 ] |
| 미에현     | 500엔   | 바이메탈화 (바이컬러 클래드화) | 2014년 7월 16일  | 1,670,000개 | 이세지                                                        | [ 46 ] |
| 에히메현   | 1,000엔 | 은화 (컬러 코인)               | 2014년 3월       | 100,000개   | 도고 온천 본관과 온주귤                                       | [ 47 ] |
| 에히메현   | 500엔   | 바이메탈화 (바이컬러 클래드화) | 2014년 7월 16일  | 1,650,000개 | 니시세토 자동차도와 에히메현의 섬들                           | [ 47 ] |
| 사이타마현 | 1,000엔 | 은화 (컬러 코인)               | 2014년 9월       | 100,000개   | 시부사와 에이이치와 도키노 가네                               | [ 48 ] |
| 사이타마현 | 500엔   | 바이메탈화 (바이컬러 클래드화) | 2015년 1월 21일  | 1,780,000개 | 사이타마 스타디움 2002                                        | [ 48 ] |
| 이시카와현 | 1,000엔 | 은화 (컬러 코인)               | 2014년 11월      | 100,000개   | 겐로쿠엔의 고토지 등불과 유키쓰리                             | [ 49 ] |
| 이시카와현 | 500엔   | 바이메탈화 (바이컬러 클래드화) | 2015년 1월 21일  | 1,660,000개 | 가가산호 가운데 하나인 기바호에서 본 하쿠산과 노토키리코 축제 | [ 49 ] |
| 가가와현   | 1,000엔 | 은화 (컬러 코인)               | 2014년 8월       | 100,000개   | 리쓰린 공원                                                   | [ 50 ] |
| 가가와현   | 500엔   | 바이메탈화 (바이컬러 클래드화) | 2015년 1월 21일  | 1,630,000개 | 고토히라구에서 본 사누키평야                                  | [ 50 ] |
| 야마구치현 | 1,000엔 | 은화 (컬러 코인)               | 2015년 4월       | 100,000개   | 긴타이 교와 아키요시다이                                      | [ 51 ] |
| 야마구치현 | 500엔   | 바이메탈화 (바이컬러 클래드화) | 2015년 7월 15일  | 1,610,000개 | 루리코지 5층 석탑                                             | [ 51 ] |
| 도쿠시마현 | 1,000엔 | 은화 (컬러 코인)               | 2015년 5월       | 100,000개   | 나루토의 소용돌이, 아와오도리, 영귤의 꽃                      | [ 52 ] |
| 도쿠시마현 | 500엔   | 바이메탈화 (바이컬러 클래드화) | 2015년 7월 15일  | 1,630,000개 | 아와오도리                                                    | [ 52 ] |
| 후쿠오카현 | 1,000엔 | 은화 (컬러 코인)               | 2015년 6월       | 100,000개   | 오키노시마섬, 무나카타타이샤, 금으로 만든 반지                | [ 53 ] |
| 후쿠오카현 | 500엔   | 바이메탈화 (바이컬러 클래드화) | 2015년 7월 15일  | 1,680,000개 | 규슈 국립박물관, 다자이후텐만구 다이코 교, 매화               | [ 53 ] |
| 지바현     | 1,000엔 | 은화 (컬러 코인)               | 2015년 11월      | 100,000개   | 도쿄만 아쿠아라인과 유채꽃                                    | [ 54 ] |
| 지바현     | 500엔   | 바이메탈화 (바이컬러 클래드화) | 2016년 1월 20일  | 1,680,000개 | 구주쿠리 해변                                                 | [ 54 ] |
| 오사카부   | 1,000엔 | 은화 (컬러 코인)               | 2015년 9월       | 100,000개   | 오사카성과 분라쿠                                             | [ 55 ] |
| 오사카부   | 500엔   | 바이메탈화 (바이컬러 클래드화) | 2016년 1월 20일  | 1,700,000개 | 다이센릉 고분                                                 | [ 55 ] |
| 와카야마현 | 1,000엔 | 은화 (컬러 코인)               | 2015년 8월       | 100,000개   | 고야산 단상가람                                               | [ 56 ] |
| 와카야마현 | 500엔   | 바이메탈화 (바이컬러 클래드화) | 2016년 1월 20일  | 1,610,000개 | 나치 폭포                                                     | [ 56 ] |
| 나가사키현 | 1,000엔 | 은화 (컬러 코인)               | 2015년 10월      | 100,000개   | 오우라 천주당과 동백꽃                                        | [ 57 ] |
| 나가사키현 | 500엔   | 바이메탈화 (바이컬러 클래드화) | 2016년 1월 20일  | 1,600,000개 | 오우라 천주당과 스테인드 글라스                               | [ 57 ] |
| 후쿠시마현 | 1,000엔 | 은화 (컬러 코인)               | 2016년 6월       | 100,000개   | 노구치 히데요, 반다이산, 이나와시로호                         | [ 58 ] |
| 후쿠시마현 | 500엔   | 바이메탈화 (바이컬러 클래드화) | 2016년 7월 20일  | 1,620,000개 | 소마노마오이에 등장하는 갑옷 경마                             | [ 58 ] |
| 도쿄도     | 1,000엔 | 은화 (컬러 코인)               | 2016년 7월       | 100,000개   | 도쿄 타워, 레인보우 브리지, 붉은부리갈매기                    | [ 59 ] |
| 도쿄도     | 500엔   | 바이메탈화 (바이컬러 클래드화) | 2016년 7월 20일  | 1,720,000개 | 도쿄역 마루노우치 역사와 교코 거리                            | [ 59 ] |

#### 판매 가격 (세금 포함)
2014년에 일본에서 소비세가 8%로 인상됨에 따라 기념주화의 판매 가격 또한 지난 해에 비해 인상되었다.
| 액면    | 세트                                      | 판매 가격 1 | 판매 가격 2 |
| ------- | ----------------------------------------- | ----------- | ----------- |
| 500엔   | 액면 상환                                 | 500엔       | 500엔       |
| 500엔   | A세트 (카드형 케이스 단품)                | 1,000엔     | 1,028엔     |
| 500엔   | B세트 (우표가 들어 있는 특제 케이스)      | 2,000엔     | 2,055엔     |
| 500엔   | C세트 (우표가 들어 있지 않은 특제 케이스) | 1,600엔     | 1,645엔     |
| 500엔   | 프루프                                    | 2,800엔     | 2,880엔     |
| 1,000엔 | A세트 (은화 단품)                         | 6,000엔     | 6,171엔     |
| 1,000엔 | B세트 (우표가 들어 있는 특제 케이스)      | 7,800엔     | 8,021엔     |
| 1,000엔 | C세트 (우표가 들어 있지 않은 특제 케이스) | 7,400엔     | 7,611엔     |